# Ece Yaşar
Ece Yaşar (* 20. Februar 1992 in Ankara) ist eine türkische Schauspielerin.

## Leben und Karriere
Ece Yaşar wurde am 20. Februar 1992 in Ankara geboren. Sie studierte an der Hacettepe-Universität. Ihr Debüt gab sie 2015 in der Fernsehserie Kara Sevda. Von 2016 bis 2021 war sie in Çukur zu sehen. Anschließend wurde sie 2018 für den Film Direniş Karatay gecastet.
Im selben Jahr trat Yaşar in der Serie Aşk Laftan Anlamaz auf. 2021 bekam sie in der Serie Olum Zamanı die Hauptrolle. Zwischen 2021 und 2022 spielte Yaşar in Annemizi Saklarken mit. 2023 setzte sie ihre Karriere in Kismet fort.

## Filmografie
Filme
- 2018: Direniş Karatay
- 2023: Prestij Meselesi

Serien
- 2015–2016: Kara Sevda
- 2016–2021: Çukur
- 2018: Aşk Laftan Anlamaz
- 2021: Olum Zamanı
- 2021–2022: Annemizi Saklarken
- 2023: Kismet